# Skrivnostna reka (film)
Skrivnostna reka (angleško Mystic River) je ameriški neonoir mistični dramski film iz leta 2003, ki ga je režiral Clint Eastwood. V glavnih vlogah nastopajo Sean Penn, Tim Robbins, Kevin Bacon, Laurence Fishburne, Marcia Gay Harden in Laura Linney. Scenarij je napisal Brian Helgeland in temelji na istoimenskem romanu Dennisa Lehanea iz leta 2001. Film so producirali Robert Lorenz, Judie G. Hoyt in Eastwood, ki je zanj tudi prvič v svoji karieri napisal glasbo. Zgodba govori o treh prijateljih iz otroštva, ki jih ponovno združi družinska tragedija enega od njih.
Film je bil premierno prikazan 15. oktobra 2003 in se je izkazal tako za finančno uspešnega z več kot 156 milijona USD prihodkov ob 30-milijonskem proračunu, kot tudi dobro ocenjenega s strani kritikov. Na 76. podelitvi je bil nominiran za oskarja v šestih kategorijah, tudi za najboljši film in režijo, osvojil pa oskarja za najboljšega igralca (Penn) in najboljšega stranskega igralca (Robbins). Oba oskarja za najboljša igralca je nazadnje osvojil film Ben-Hur leta 1959. Nominiran je bil tudi za pet zlatih globusov, osvojil pa nagradi za najboljšega igralca v dramskem filmu (Penn) in najboljšega stranskega igralca v filmu (Robbins), in štiri nagrade BAFTA.

## Vloge
- Sean Penn kot James »Jimmy« Markum
  - Jason Kelly kot mladi Jimmy Markum
- Tim Robbins kot Dave Boyle
  - Cameron Bowen kot mladi Dave Boyle
- Kevin Bacon kot det. Sean Devine
  - Connor Paolo kot mladi Sean Devine
- Laurence Fishburne kot det. nar. Whitey Powers
- Marcia Gay Harden kot Celeste Samarco Boyle
- Laura Linney kot Annabeth Markum
- Tom Guiry kot Brendan Harris
- Spencer Treat Clark kot »Silent Ray« Harris, Jr.
- Andrew Mackin kot John O'Shea
- Emmy Rossum kot Katie Markum
- Jenny O'Hara kot Esther Harris
- Kevin Chapman kot Val Savage
- Adam Nelson kot Nick Savage
- Robert Wahlberg kot Kevin Savage
- Cayden Boyd kot Michael Boyle
- John Doman kot Driver
- Tori Davis kot Lauren Devine
- Jonathan Togo kot Pete
- Will Lyman kot pos. agent FBI Birden
- Ari Graynor kot Eve Pigeon
- Ken Cheeseman kot Davidov prijatelj
- Michael McGovern kot novinar